# クリストファー・スティーブンス
クリストファー・スティーブンス（John Christopher Stevens、1960年4月1日 - 2012年9月11日）は、アメリカ合衆国の弁護士、外交官。学位はJuris Doctor（カリフォルニア大学・1989年）、Master of Science（国防大学・2010年）。
リビア駐箚アメリカ合衆国特命全権大使などを歴任した。

## 来歴

### 生い立ちと学歴
アメリカ合衆国のカリフォルニア州グラスバレーにて生まれた。カリフォルニア大学バークレー校卒業後、モロッコにてボランティアで英語教師を務めた。その後、カリフォルニア大学ヘースティング法科大学院にてJuris Doctor（おおむね法務博士（専門職）に相当）を取得。その後は、コロンビア特別区にて国際貿易の弁護士として活動する。なお、後年には国防大学にてMaster of Science（おおむね理学修士に相当）を取得。英語、アラビア語、およびフランス語を操る。

### 外交官として
1991年より外交官としてのキャリアをスタートさせ、イスラエル、モロッコ、エジプト、など中東各国などを担当した。リビア駐箚アメリカ合衆国特命全権大使としてリビアに赴任。普段はリビアの首都であるトリポリ県トリポリにある在リビア大使館にて執務していた。しかし、2012年9月11日、ベンガジ県ベンガジにある在ベンガジ領事館をたまたま訪れたところ、手に武器を取ったリビアの民衆らによって在ベンガジ領事館が襲撃され大爆発、大炎上し、この際に死亡した。
当初、スティーブンスは在ベンガジ領事館から自動車で脱出しようとしたところを、ロケット砲を撃ち込まれ殺害されたと報じられていた。
しかし、意識不明の状態で本館内からスティーブンスが救出された瞬間が写真に撮られており、それをフランス通信社が配信したことから実際にはスティーブンスだけがたった1名で本館内に取り残されており、火事の煙に巻かれて亡くなっていたことが明らかになった。同様に、リビア内務省次官のシェレフも、スティーブンスの死因は煙を吸い込んだことによる窒息死だと説明している。

## 死を巡る動き
アメリカ政府の混乱
当初、アメリカ合衆国国務長官のヒラリー・クリントンは、在リビア米領事館の職員が1名死亡したと発表していた。2012年9月11日（アメリカ現地時間）の深夜、クリントンは声明を発表し、そのなかで国務省に所属する領事館の職員が1名死亡したと述べていた。ところが、実際には領事館の職員が3名が死亡するとともに、特命全権大使であるスティーブンスまでが死亡していた。しかし、4名死亡との情報を得たトムソン・ロイターが在リビア大使館に取材したところ、大使館は「その件に関する情報は得ていない」 と述べたうえで、1名の死亡のみ確認できたと回答するなど、国務省や在リビア大使館の対応に遅れや混乱がみられた。一方、バラク・オバマは沈黙を守ったものの、2012年9月12日（アメリカ現地時間）の昼になってから声明を発表し、「このような無分別な暴力は正当化されない」 と主張した。さらに、実行犯らに対して「裁きを下す」 と主張するなど処罰する考えを明らかにしたが、その具体策や詳細については何も明らかにすることはなかった。

## 人物
本名は「John Christopher Stevens」であるが、日本語では「クリストファー・スティーブンス」と表記するのが一般的である。これはスティーブンスが英語表記において「John」の部分を略して名乗ることが多いからである。たとえば、国務省の公式ウェブサイトにおいても、スティーブンスを紹介するページの冒頭にて「J. Christopher Stevens」 と記載されており、「John」の部分が省略して書かれている。